# Jan Vlček (1940)
Jan Vlček (* 13. května 1940, Slavíkovice) je český akademický malíř.

## Život
Vystudoval Akademii výtvarných umění v Praze v ateliéru figurální a monumentální malby prof. Karla Součka. Ke své tvorbě využívá hlavně techniku olejomalby, kresby a litografie. Vytvořil např. soubory olejomaleb z pobytů ve Vietnamu a na Korsice. V roce 1997 byl oceněn Cenou Franze Kafky za celoživotní malířské dílo.